# Neochmia phaeton
Il diamante rosso o diamante fetonte (Neochmia phaeton Hombron & Jacquinot, 1841) è un uccello passeriforme della famiglia degli Estrildidi.

## Tassonomia
Se ne riconoscono due sottospecie:
- Neochmia phaeton phaeton, la sottospecie nominale, diffusa in Australia orientale e settentrionale;
- Neochmia phaeton evangelinae D'Albertis & Salvadori, 1879, diffusa nella penisola di Capo York oltre che nella porzione meridionale e sud-orientale della Papua Nuova Guinea e caratterizzata da una colorazione biancastra del ventre e del sottocoda;

In passato venivano riconosciute altre due sottospecie di diamante rosso (Neochmia phaeton albiventer comprendente le popolazioni della penisola di Capo York e Neochmia phaeton iredalei diffusa nella porzione meridionale dell'areale occupato dalla specie), attualmente accorpate rispettivamente alla sottospecie evangelinae e alla sottospecie nominale.
Il nome scientifico di questa specie deriva dal mito greco di Fetonte, figlio di Apollo e Climene che osò guidare il carro del sole, in riferimento alla colorazione rossa fiammante dell'area ventrale di questi uccelli.

## Distribuzione ehabitat
Il diamante fetonte occupa la fascia costiera dell'Australia orientale, dal Queensland nord-orientale alla penisola di Capo York: la specie è inoltre diffusa in Nuova Guinea meridionale e sud-orientale.
Rispetto alla maggior parte delle altre specie di diamanti australiani, questi uccelli sono maggiormente legati alle aree umide: li si trova principalmente nei pressi di canneti, corsi d'acqua e aree paludose, con adeguata copertura vegetale (soprattutto Pandanus, ai quali la specie è strettamente legata) e presenza di radure erbose più o meno estese. La specie non teme eccessivamente l'uomo, anzi ha beneficiato dell'antropizzazione di alcune aree estendendo il proprio areale anche alle risaie e alle aree coltivate con sistemi d'irrigazione e cisterne.

## Descrizione

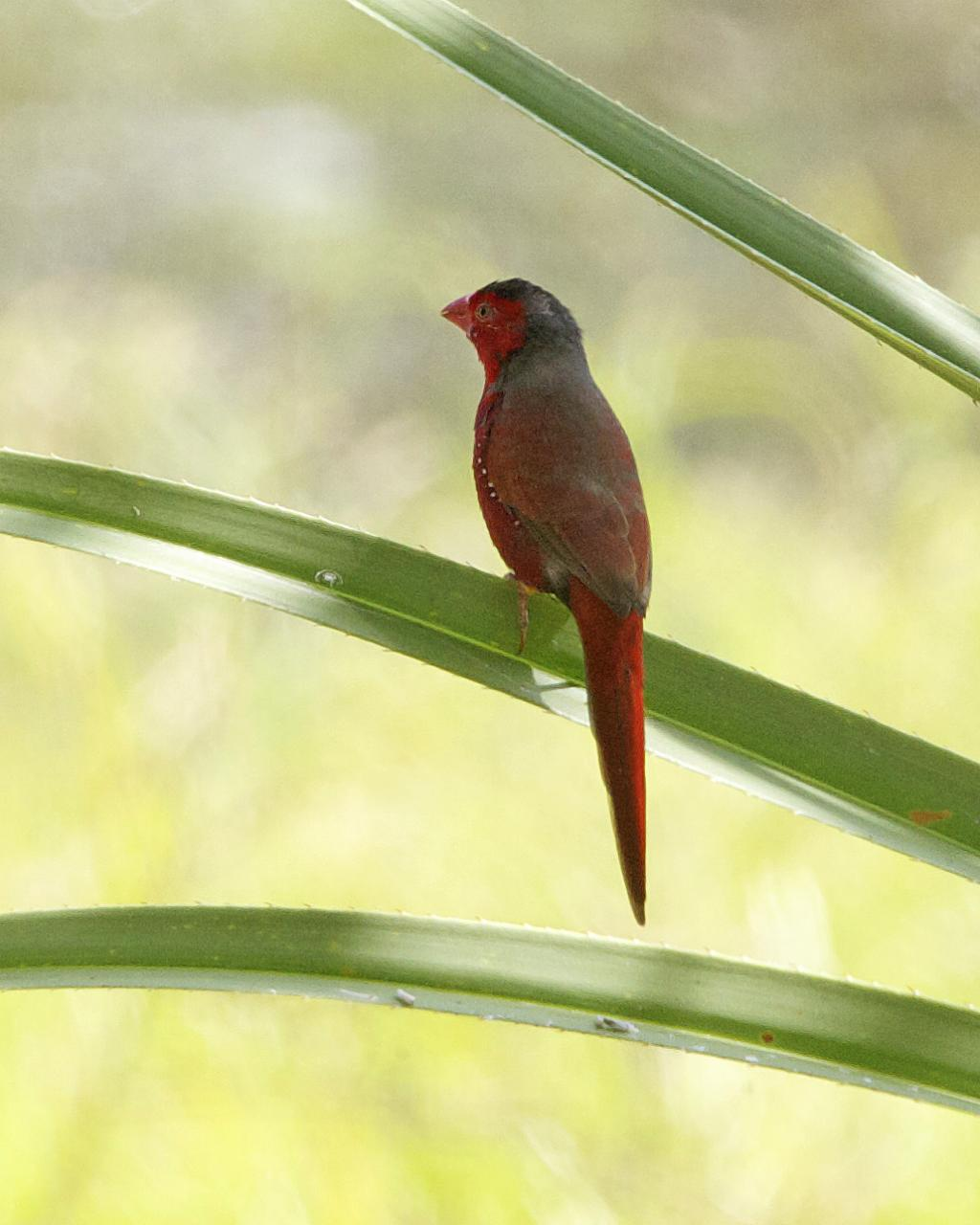
Un diamante fetonte su un Pandanus nei pressi di Darwin.

### Dimensioni
Misura fino a 14 cm di lunghezza, dei quali circa la metà spettano alla lunga coda.

### Aspetto
Si tratta di un uccellino dalla forma slanciata, munito di un forte becco e di una lunga coda cuneiforme.

La colorazione è grigia su vertice, nuca, collo, dorso, ali e codione, mentre la faccia, il petto, i fianchi la porzione superiore del ventre, il codione e la facciata superiore della coda sono di un bel colore rosso cremisi, che compare anche sulle remiganti, mentre il basso ventre, il sottocoda e la facciata inferiore di quest'ultima sono nerastri nella sottospecie nominale e biancastri nella sottospecie evangelinae. All'attaccatura delle ali sono presenti dei puntini bianchi. Gli occhi sono bruno-olivacei, le zampe sono di colore carnicino, il becco è rosso corallo.

In questa specie è presente un dimorfismo sessuale piuttosto marcato, in quanto nella femmina la colorazione rossa si limita alla faccia, alla coda e alle sfumature sulle ali, sebbene siano presenti variazioni individuali nell'estensione del rosso anche piuttosto nette in entrambi i sessi.

## Biologia
A differenza di molte specie di diamanti australiani, anche congeneri, il diamante fetonte è una specie scarsamente sociale, che tende a muoversi in gruppi familiari di modeste dimensioni (meno di una decina d'individui) spostandosi fra la vegetazione alla ricerca di cibo e acqua. Questi uccelli sono piuttosto vivaci e muovono continuamente la coda per segnalare il proprio stato d'animo, innalzandola quasi perpendicolarmente al corpo in caso di eccitazione e muovendola lateralmente in caso di nervosismo.

### Alimentazione

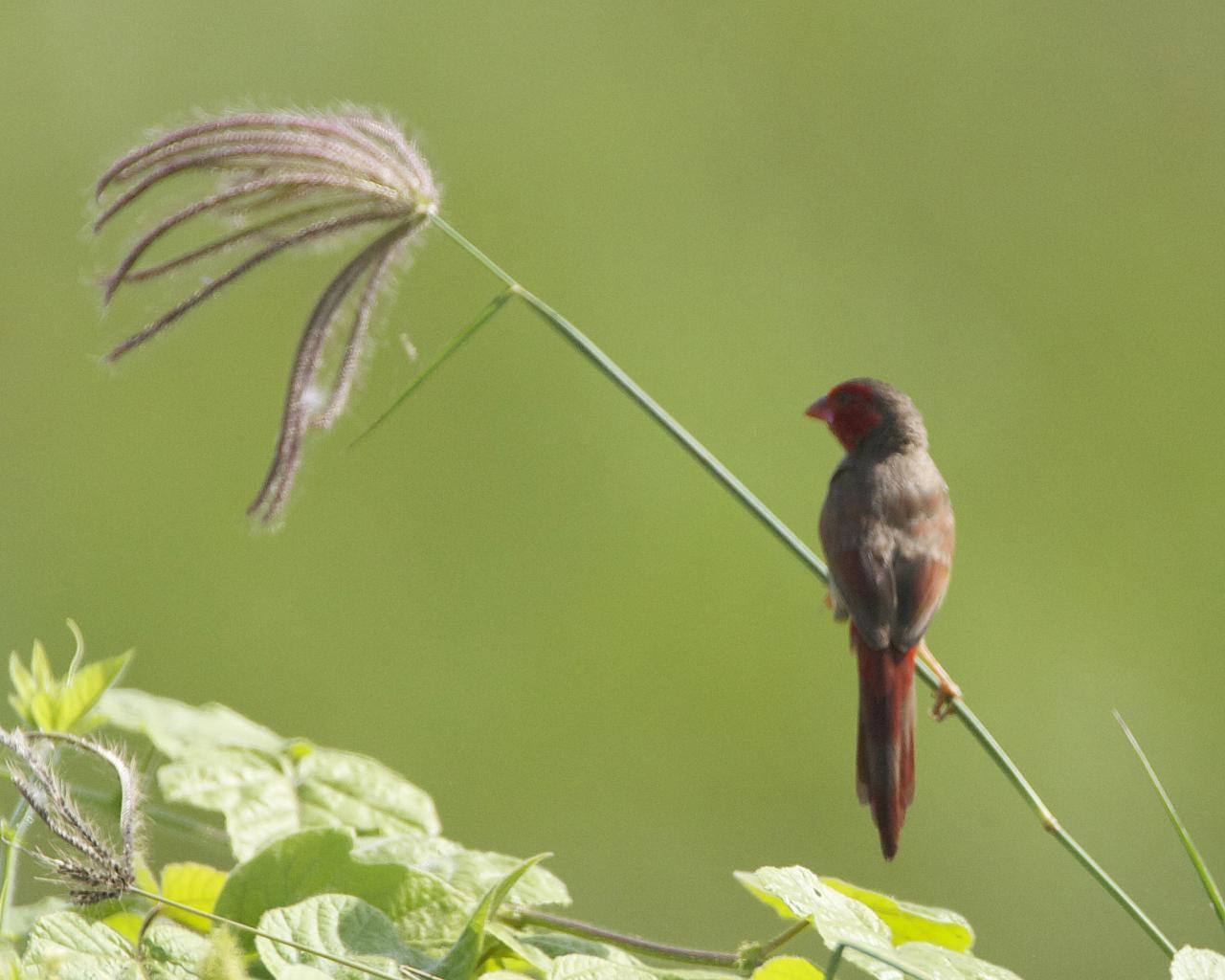
Un diamante rosso sullo stelo di un'erba.

Si tratta di uccelli essenzialmente granivori, che prelevano il cibo (principalmente piccoli semi di graminacee, privilegiando quelli ancora immaturi) in massima parte direttamente dalla pianta, mentre è difficile che essi cerchino il cibo al suolo. I diamanti fetonte integrano inoltre la propria dieta con germogli, bacche e frutti, e soprattutto durante la stagione riproduttiva cacciano attivamente per nutrirsene anche piccoli insetti ed artropodi.

### Riproduzione
La stagione degli amori cade fra i mesi di gennaio e aprile, vale a dire durante la seconda metà della stagione delle piogge; in alcune zone dell'areale occupato dalla specie (principalmente nelle aree antropizzate), tuttavia, essa si estende anche fino a giugno. Il maschio corteggia insistentemente la femmina saltellandole intorno ed arruffando le penne di testa, petto e fianchi, in modo tale da mettere ben in mostra la colorazione rossa del corpo, tenendo un filo d'erba o una pagliuzza di materiale vegetale nel becco e al contempo emettendo un basso canto cinguettato: quando la femmina è pronta all'accoppiamento, lo segnala accovacciandosi e spostando lateralmente la coda.

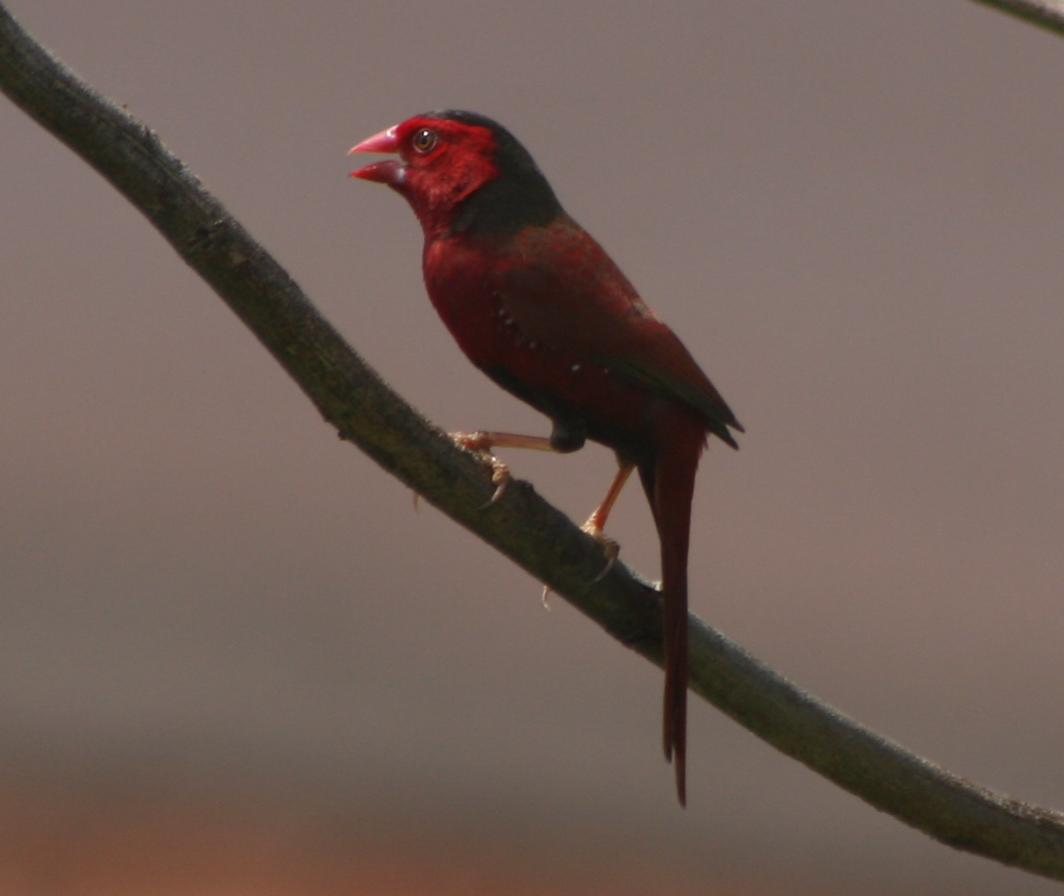
Un maschio di diamante fetonte canta: durante il periodo riproduttivo questi uccelli divengono molto aggressivi.

Il nido viene costruito con fili d'erba ed altro materiale fibroso di origine vegetale intrecciati a formare una struttura sferica ubicata nel folto della vegetazione, all'interno della quale la femmina depone 5-8 uova che vengono covate da ambedue i genitori per circa due settimane: i pulli sono ciechi ed implumi alla nascita, e vengono accuditi e nutriti da ambedue i genitori. Essi sono in grado d'involarsi a circa tre settimane dalla schiusa, tuttavia tendono a rimanere coi genitori senza allontanarsi troppo dal nido per un'altra decina di giorni, dopodiché vengono in genere scacciati dal maschio, che nel frattempo assieme alla femmina si appresta generalmente a portare avanti una nuova covata.
Durante l'intero periodo riproduttivo le coppie rimangono rigidamente isolate, ed in particolare il maschio si dimostra estremamente aggressivo nei confronti di eventuali intrusi, conspecifici e non, che vengono inseguiti e messi in fuga con colpi di becco e caratteristici fischi minacciosi: questa caratteristica comportamentale, l'origine e le motivazioni della quale non sono ancora chiare, è risultata piuttosto dannosa per l'allevamento in cattività di questi uccelli, in quanto durante il periodo riproduttivo il maschio è in grado di ferire gravemente quanto improvvisamente sia eventuali coinquilini che la stessa femmina (molto meno aggressiva) o i nidiacei.